# Thapsos

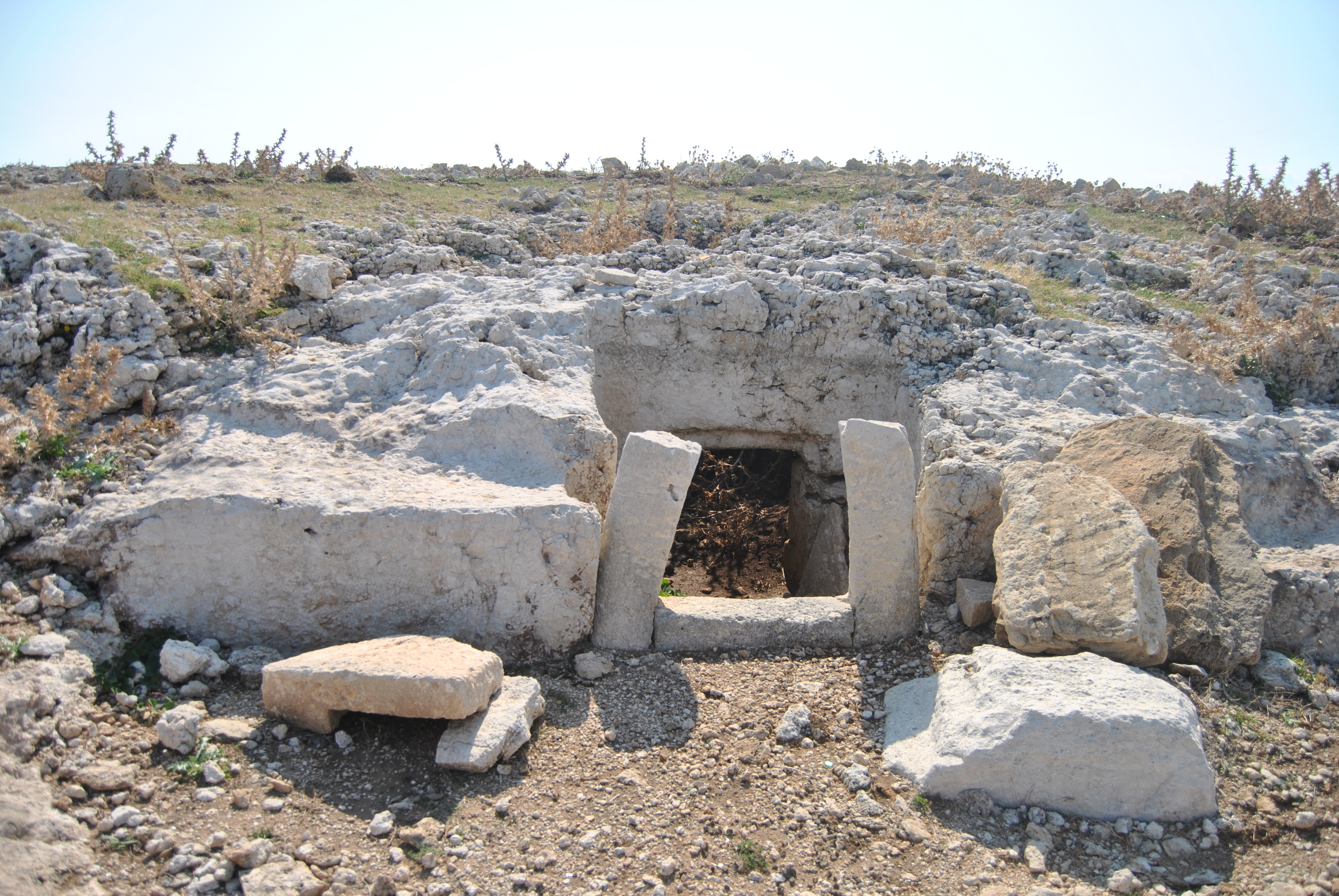
Grab in Thapsos

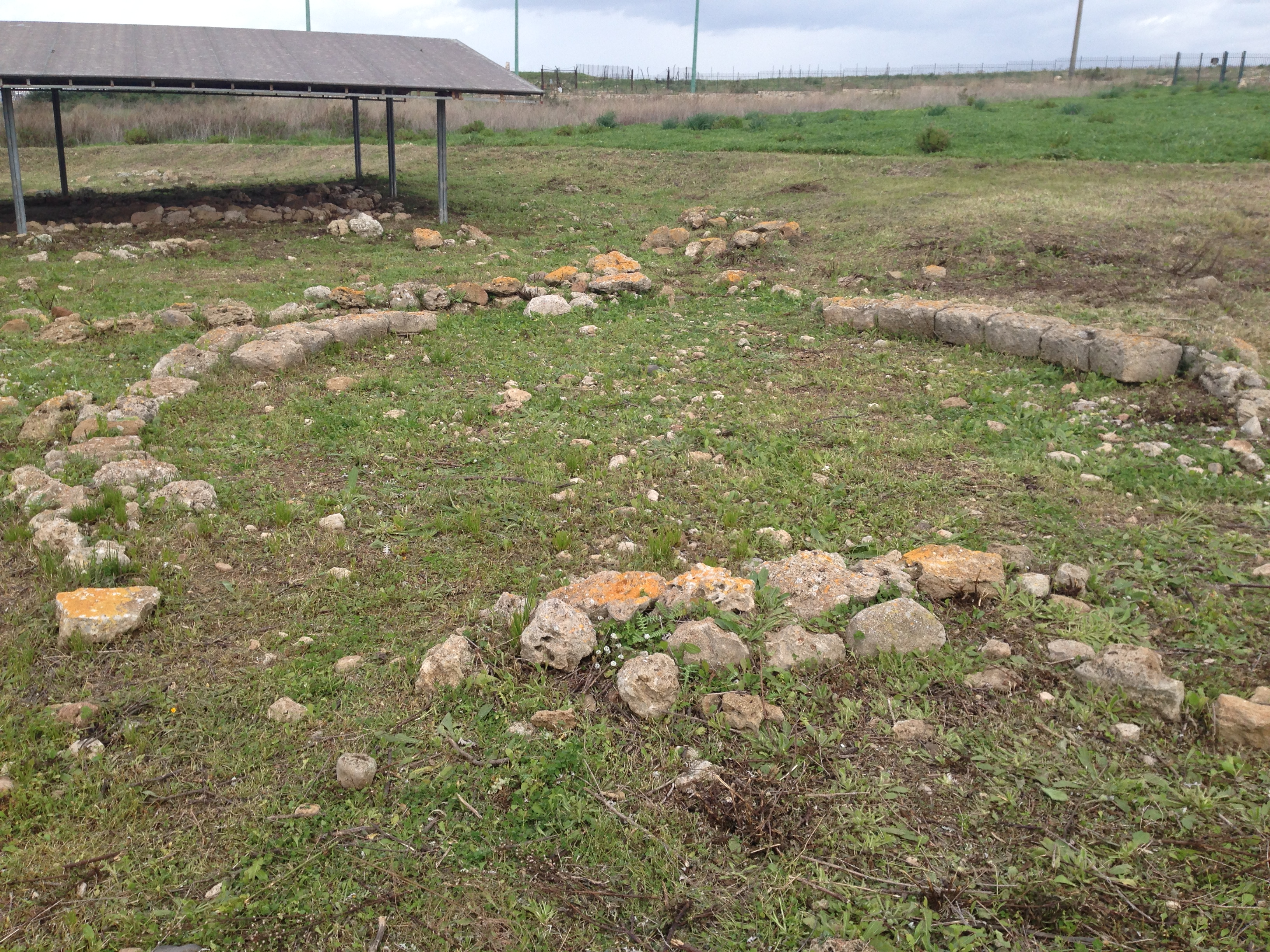
Rundhütte

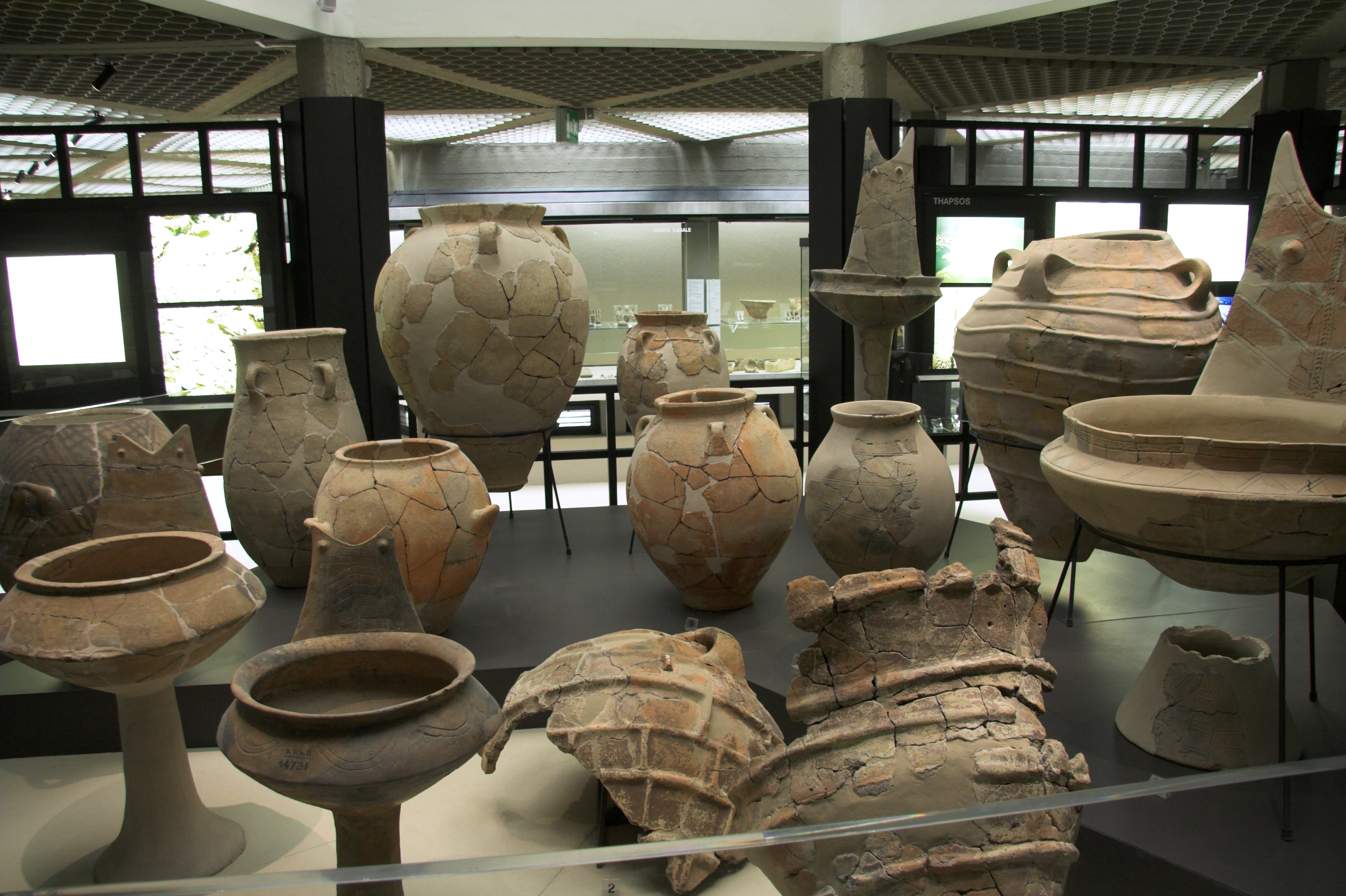
Keramik aus Thapsos im Archäologischen Museum Syrakus

Thapsos (altgriechisch Θάψος (f. sg.)) ist der Name eines archäologischen Fundorts auf der Halbinsel Magnisi bei Priolo Gargallo an der Ostküste Siziliens, deren antiker Name ebenfalls Thapsos war. Bekannt ist Thapsos vor allem wegen der hier entdeckten bronzezeitlichen Siedlung und den zugehörigen Nekropolen, die aus etwa 300 Felskammergräbern bestehen. Nach dem Fundort wurde die mittelbronzezeitliche sizilische Thapsos-Kultur benannt. Thapsos war ein wichtiger Anlaufpunkt für den Seefernhandel, wovon vor allem zahlreiche Funde mykenischer, teils aber auch zypriotischer und maltesischer Herkunft, zeugen. In der Forschung wird daher oft angenommen, dass es sich bei Thapsos um ein Emporion handelte.

## Geographische Lage

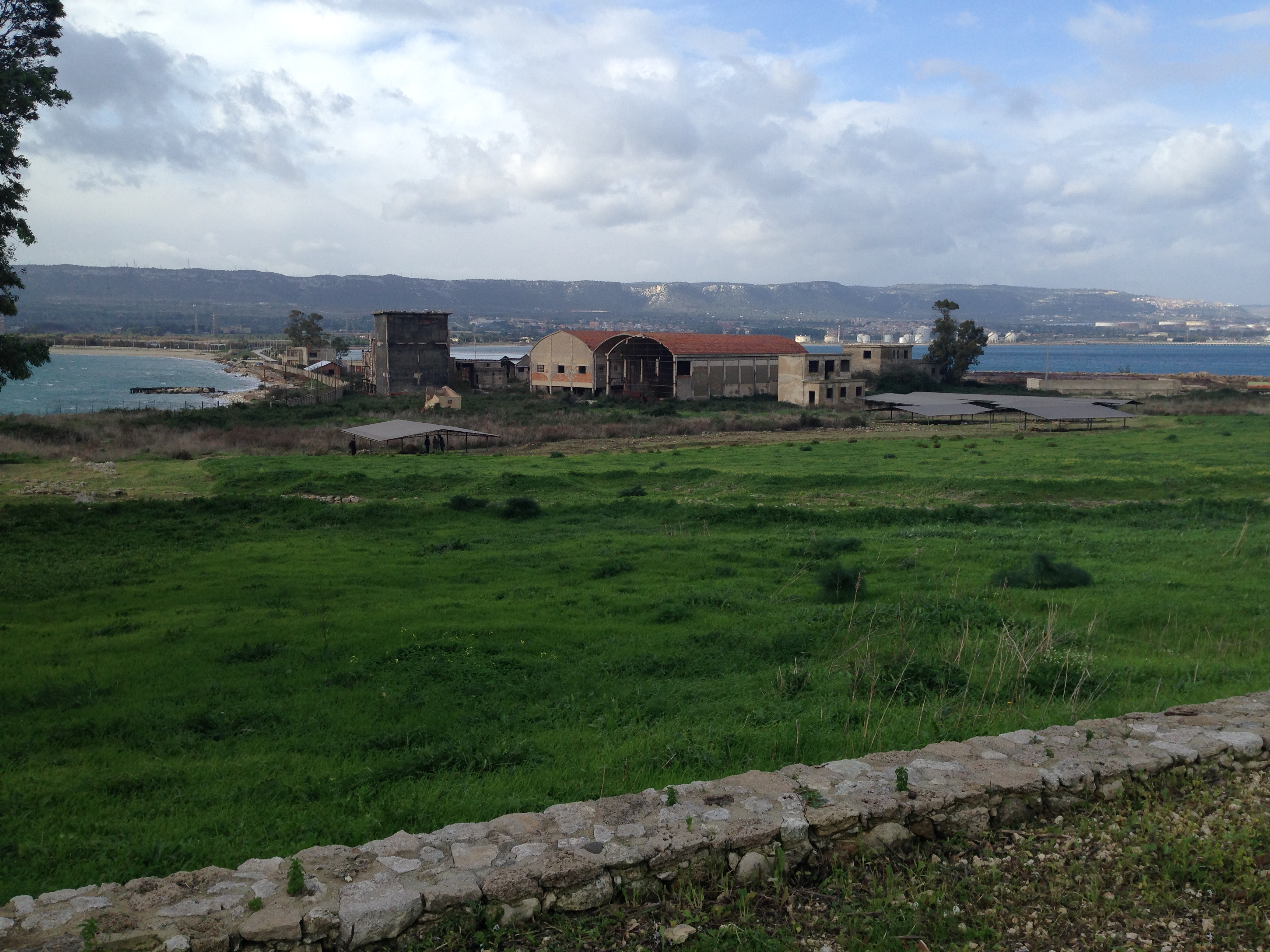
Area archeologica von Thapsos

Thapsos liegt etwa 18 km nordwestlich von Syrakus im Freien Gemeindekonsortium Syrakus auf dem Gebiet der Gemeinde Priolo Gargallo. Die Siedlung, deren größte Ausdehnung auf etwa 1000 × 300 Meter geschätzt wird, befindet sich im Westen der Halbinsel Magnisi, direkt östlich eines schmalen Isthmus, der die Halbinsel mit dem Hinterland verbindet. Die über 300 Gräber konzentrieren sich vor allem auf den Norden und Osten der Halbinsel. Die Lage bot zwei gute Ankerplätze im Westen der Halbinsel, nördlich und südlich der Landenge.

## Forschungsgeschichte
Die Ausgrabungen begannen im 19. Jahrhundert, ab 1879 durch Francesco Saverio Cavallari, später unter der Leitung von Paolo Orsi. Dabei wurden die Nekropolen erforscht und über 100 Gräber ausgegraben. Die Ergebnisse dieser frühen Grabungskampagnen publizierte Orsi 1895. Erst wesentlich später wurden auch Teile der Siedlung entdeckt und ab 1964 von Bernabò Brea, ab 1968 intensiv von Giuseppe Voza erforscht. Dabei wurden vor allem ein nördliches Siedlungsviertel überwiegend mit Rundhütten sowie ein zentrales Viertel ausgegraben, in dem auch Gebäude rechteckigen Grundrisses und drei lange Gebäudekomplexe freigelegt wurden, die in ihrer Komplexität ganz untypisch für die sizilische Bronzezeit sind. Die beweglichen Funde sind im Archäologischen Museum von Syrakus ausgestellt. Trotz der langen, intensiven Erforschung von Thapsos gibt es bis heute keine Monographie zu diesem Fundort der Thapsos-Kultur.

## Chronologie
Die ganz überwiegende Zahl der Funde einheimischer Keramik und sonstiger Gebrauchsgegenstände ist der Thapsos-Kultur zuzuordnen, die Bernabò Brea, vor allem anhand von Vergesellschaftungen von Artefakten der Thapsos-Kultur mit gut datierbarer mykenischen Keramik, von ca. 1450–1270 v. Chr. ansetzte. Dabei wurden auch und besonders die Funde in den Nekropolen von Thapsos berücksichtigt. Die seitdem nur geringfügig modifizierten Zeitansätze von Bernabò Brea für die Thapsos- und der eng verwandten, parallel laufende Milazzese-Kultur der Liparischen Inseln wurden in der Forschung akzeptiert und seitdem durch Neufunde und neuere Analysen bestätigt.

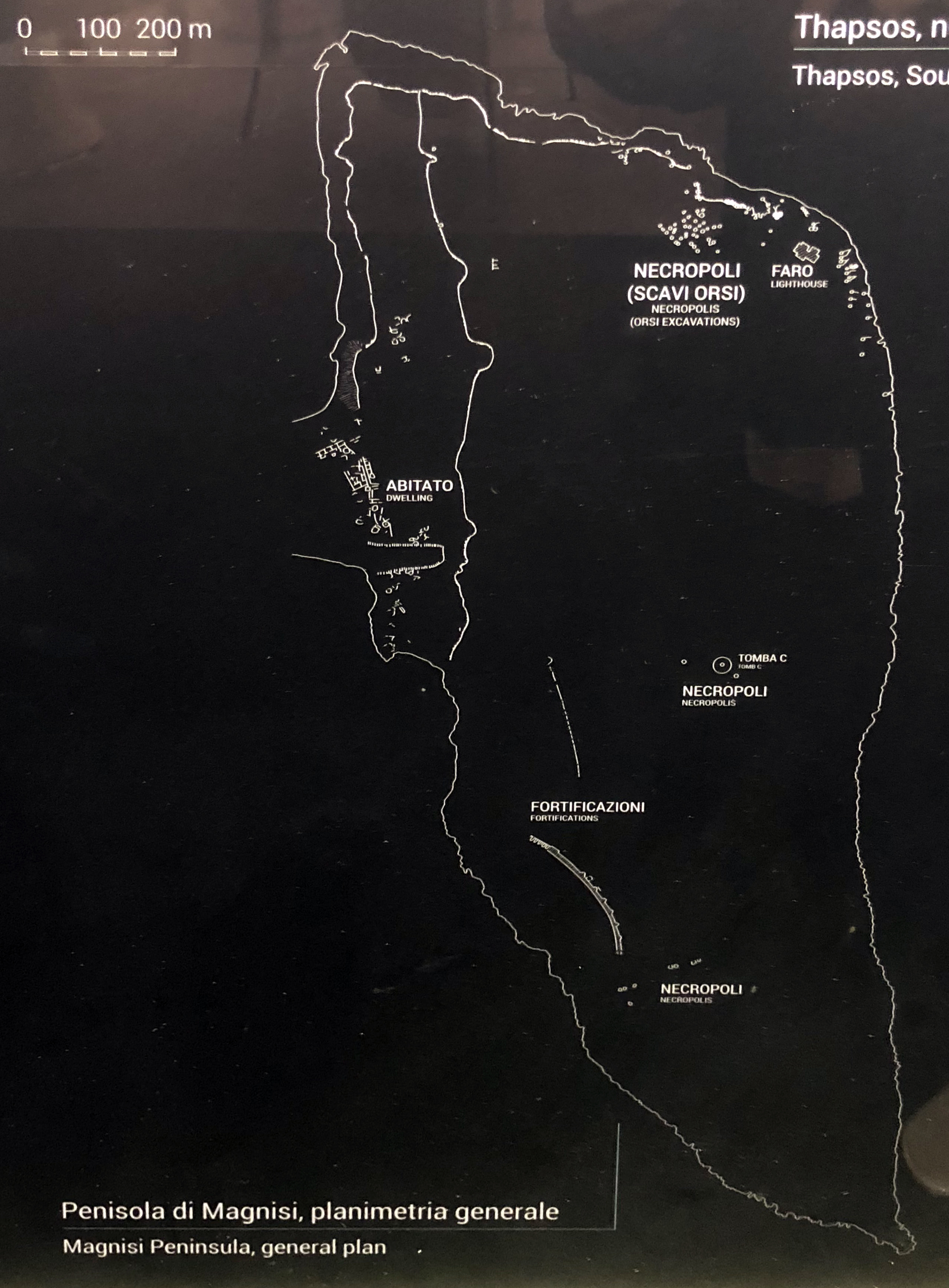
Übersicht der Grabungen und Fundstellen

Giuseppe Voza unterschied nach seinen Ausgrabungen der Siedlung in den späten 1960ern und 1970ern drei aufeinander folgende Siedlungsphasen für den Fundort Thapsos: Phase 1 ordnete er den nördlichen Teil der Siedlung sowie Rundhütten im zentralen Areal zu und datierte sie von der zweiten Hälfte des 15. Jahrhunderts bis ins späte 14. Jahrhundert v. Chr. Phase 2 nach Voza umfasst den Zeitraum von etwa 1300 v. Chr. bis zur ersten Hälfte des 11. Jahrhunderts v. Chr. Ihr ordnete er vor allem zwei monumentale Gebäudekomplexe (A und B) im Zentrum der Siedlung zu, während das nördliche Viertel zu dieser Zeit nicht mehr genutzt worden sei. Eine Phase 3 datierte Voza von der Mitte des 11. Jahrhunderts bis ins 9. Jahrhundert v. Chr., ihr gehörten rechteckige Hütten und der dritte Gebäudekomplex (C) an. Die relativen und absoluten chronologischen Schlüsse Vozas basierten hauptsächlich auf typologischen Gesichtspunkten in Bezug auf die Architektur. Da er in Komplex C Keramik von Typus Cassabile aus der Endbronzezeit (10./9. Jahrhundert v. Chr.) entdeckte und Voza voraussetzte, dass Thapsos zuvor dauerhaft besiedelt war, nahm er eine lange Dauer seiner Phase 2 und der – seiner Meinung nach anschließenden – Phase 3 an. Fragmente mykenischer Keramik, die in geringer Zahl auch in der Siedlung gefunden wurden, blieben für die Datierungen unberücksichtigt; jedenfalls wurden über sie keine stratigraphische Angaben gemacht.
Obwohl sich wichtige Publikationen an der von Vozas später nur unwesentlich modifizierten Chronologie der drei mittel- bzw. spätbronzezeitlichen Phasen orientierten, bergen seine Zuweisungen und Datierungen einige Probleme und Widersprüche. So ist bei einer ununterbrochenen Besiedlung vom 13. bis zu Beginn des 11. Jahrhunderts Vozas’ Phase 2 das Fehlen mykenischer Keramik ab der Mitte des 13. Jahrhunderts verwunderlich. Ferner wurde in Thapsos keine Keramik vom Typus Pantalica Nord (benannt nach der Nekropole von Pantalica) entdeckt, die an anderen Fundorten der Thapsos-Kultur folgt und sich möglicherweise mit dieser zu Beginn überschneidet. Bei einer dauerhaften Besiedlung über die erste Hälfte des 13. Jahrhunderts wäre diese auch in Thapsos zu erwarten gewesen. Einziger eindeutiger Hinweis für eine Besiedlung von Thapsos in deutlich späterer Zeit sind die oben erwähnten Funde vom Cassabile-Stil aus der Endbronzezeit.
2007 veröffentlichte Giuseppe Alberti eine stark modifizierte Chronologie für die Siedlung von Thapsos, die in der Fachwelt positiv aufgenommen wurde und der inzwischen z. B. The Cambridge Prehistory of the Bronze and Iron Age Mediterranean von 2015 folgt. Nach Alberti wurden die Rundhütten im zentralen Viertel sowie das nördliche Viertel (Vozas Phase I) vom späten 15. Jahrhundert bis zur ersten Hälfte bzw. Mitte des 13. Jahrhunderts v. Chr. erbaut und genutzt, was den Phasen SH III A1 bis SH III B1 des griechischen Festlands entspricht, aus denen mykenische Keramik in Thapsos gefunden wurde. Damit überschneidet sich diese Belegungszeit mit der der rechteckigen Hütten und der großen Gebäudekomplexe (Votas Phasen 2 und 3), für die Alberti eine Zeitstellung von der ersten Hälfte des 14. bis zur ersten Hälfte/Mitte des 13. Jahrhunderts v. Chr. annimmt. Ferner nimmt er eine späte Nachbesiedlung des Gebäudekomplexes C in der Endbronzezeit an, die zeitlich in etwa der Phase 3 von Voza entspricht.

## Archäologische Befunde
Früheste Spuren menschlicher Aktivitäten stammen bereits aus der frühen sizilianischen Bronzezeit (ca. 2300–1700/1450 v. Chr.). Namengebend für die Thapsos-Kultur (ca. Mitte des 15. bis ca. 1270 v. Chr.) wurden jedoch die mittelbronzezeitlichen Siedlungs- und zahlreichen Grabfunde. Dies war eine eigenständige sizilianische Kultur, die starke Verwandtschaft mit der Milazzese-Kultur der Liparischen Inseln offenbart, sich aber den archäologischen Funden nach von den Kulturen auf dem italienischen Festland – außer Teilen Kalabriens – deutlich unterschied. Insbesondere hinsichtlich einiger Bauten innerhalb der Siedlung und einiger Grabtypen weist Thapsos allerdings Besonderheiten auf, die an anderen Fundorten der Thapsos-Kultur bisher nicht beobachtet wurden.

### Die Siedlung

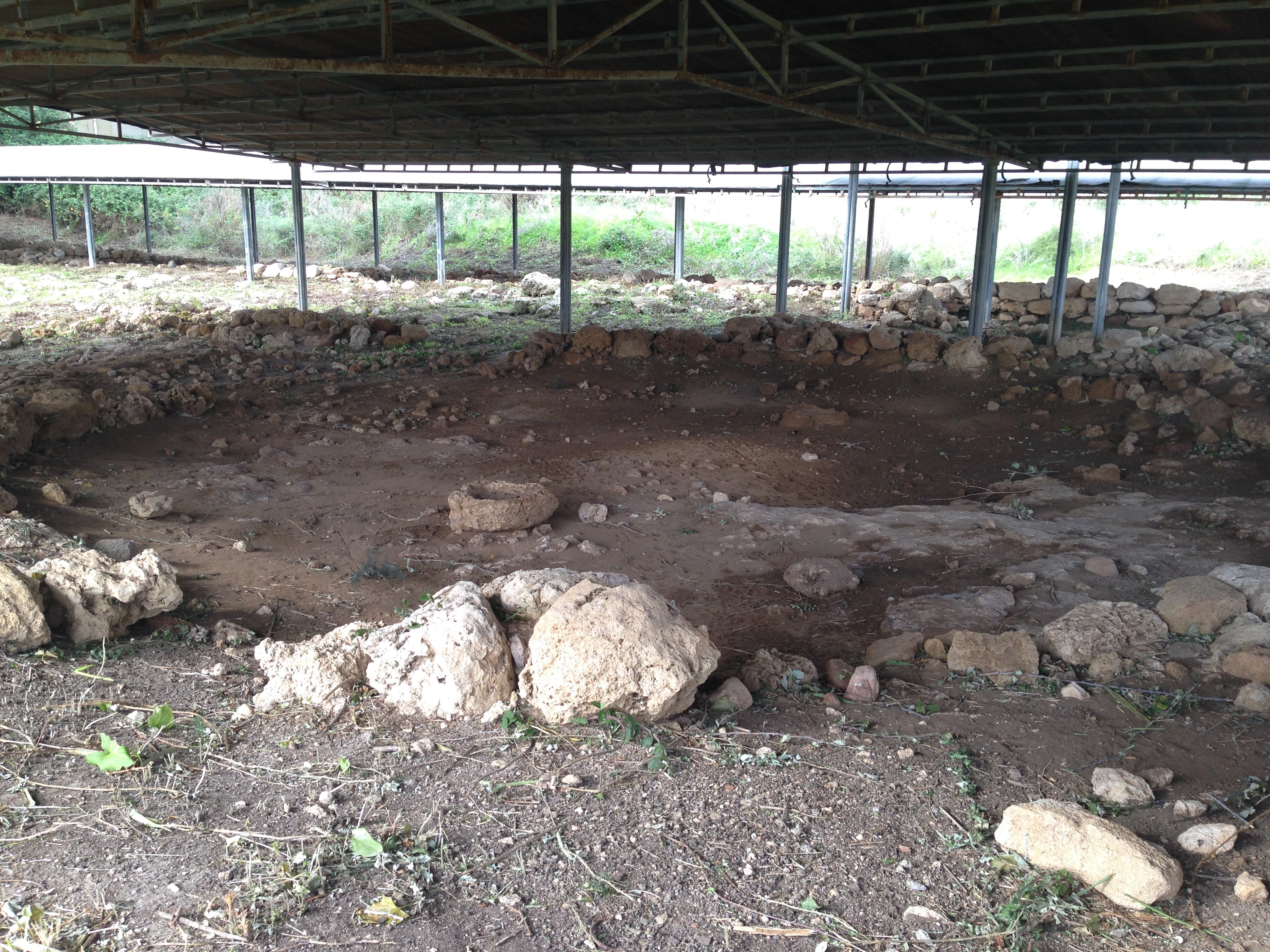
Rundhütte

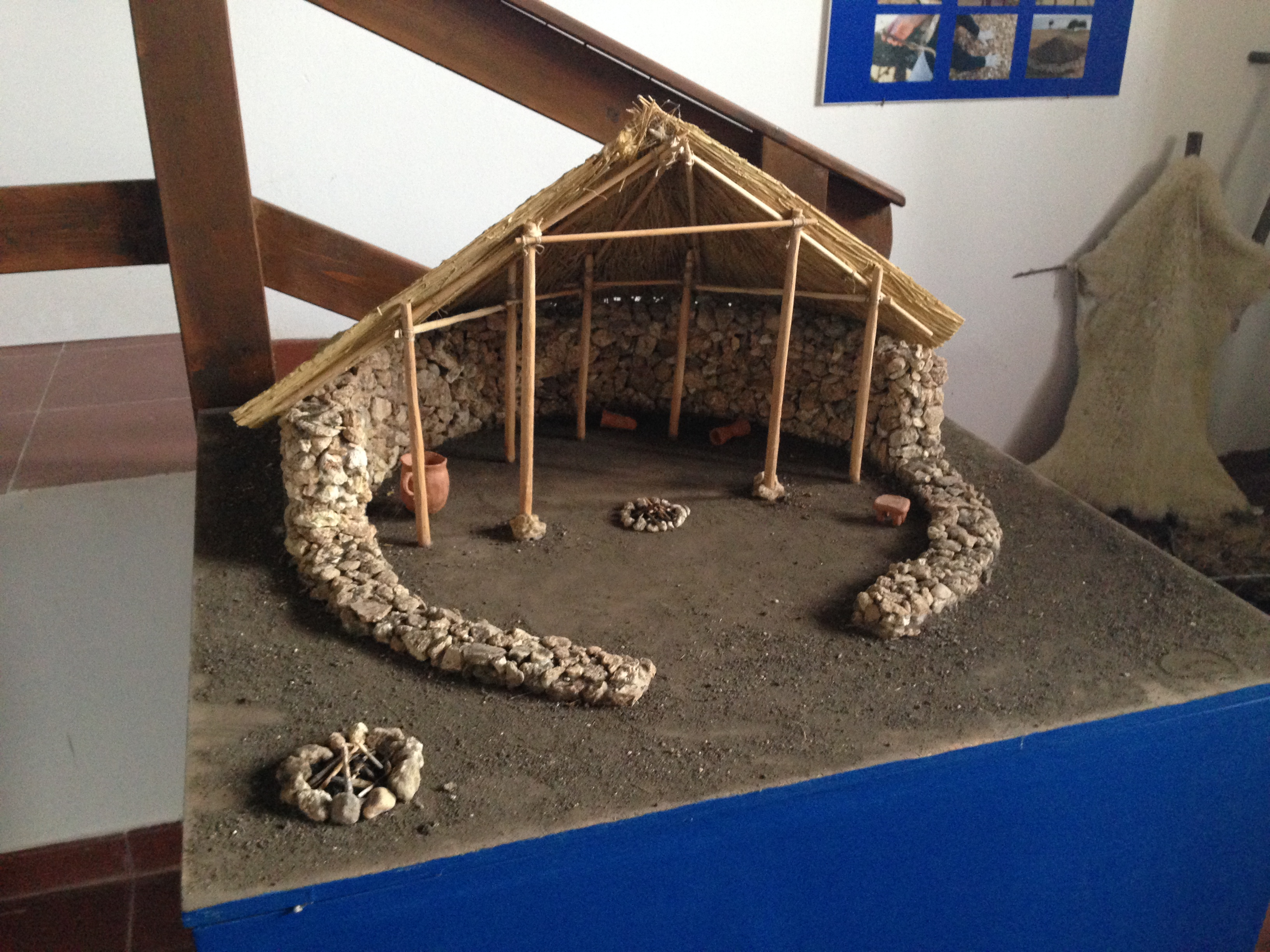
Rekonstruktions-Modell

Die bisherigen Ausgrabungen legten zwei Hauptareale der Siedlung frei: Ein nördliches und ein zentrales. Das nördliche Viertel ist vor allem durch einräumige Hütten runden, oft kreisförmigen bis ovalen, teils auch halbkreisförmigen Grundrisses geprägt. Pfostenlöcher, die kreisförmig im Innern der Hütten angeordnet sind, beweisen, dass die Dächer durch senkrechte Holzpfosten gestützt waren. Teilweise hatten Rundhütten rechteckige Anbauten. Zwischen ihnen befanden sich schmale Wege.
Das zentrale Areal, das auch als „Residenzviertel“ bezeichnet wird, besteht neben Hütten runden Grundrisses auch aus Gebäuden mit rechtwinkligen Grundrissen. Besonders große Beachtung wird in der Forschung drei langen, rechteckigen Komplexen (A-C) im „Residenzviertel“ geschenkt, die im Innern durch Mauern in rechtwinklige Räume unterteilt waren und für die Bronzezeit Siziliens in dieser Art und Ausdehnung einzigartig sind. Die Räume innerhalb der Komplexe besaßen an den Innenseiten der Wände meistens Bänke. Einige Räume gruppierten sich um einen Innenhof. Die Funktion dieser Komplexe, in denen sich neben einheimischen Artefakten auch maltesische Borg in-Nadur-Keramik fand, ist ungeklärt und umstritten. Ferner wurden im „Residenzvirtel“ Straßen entdeckt, deren Verlauf wesentlich planmäßiger erscheint als im nördlichen Viertel. Insgesamt weist das Zentralviertel starke protourbane Züge auf.

### Die Nekropolen
In den Nekropolen im Norden, Osten und Süden der Halbinsel wurden etwa 300 Gräber entdeckt, von denen bereits Paolo Orsi etwa 100 erforschte. Einige weitere wurden ab den 1970ern ausgegraben. Publiziert sind allerdings nur 67 der Gräber. Die ausgedehnteste Nekropole befindet sich am Nordende der Halbinsel. Es handelt sich ganz überwiegend um Felskammergräber, die in der Regel für mehrere Bestattungen genutzt wurden. Die Zahl schwankt von einem bis zu neunundvierzig beigesetzten Individuen in den bisher erforschten Gräbern. Aufgrund des bei Stürmen eingedrungenen Meerwassers waren die meisten Gräber bei Auffindung in schlechtem Zustand. Der Zugang zu den Gräbern, der manchmal zu einem Dromos stark verlängert wurde, führte zu einer in den Fels gearbeiteten Kammer variierender Form. Einige Kammern hatten eine tholosartige Form. An den Seiten der Kammern gab es oft eine unterschiedliche Anzahl an Grabnischen, in denen die Toten üblicherweise bestattet wurden.
Die Gräber waren teilweise reich ausgestattet. Als Beigaben wurden Tongefäße, Messer, Schwerter, Schmuck aus Gold, Bronze, Bernstein, Fayence und Elfenbein sowie Alltagsgegenstände entdeckt. Unter den Funden waren auch mykenische, zypriotische und maltesische Tongefäße. Jedoch ist die Zahl der Gräber, in denen sehr kostbare und/oder fremde Grabbeigaben angetroffen wurden, wesentlich kleiner als die Zahl der Gräber, die vergleichsweise bescheidene, einheimische Grabbeigaben enthielten.

## Bedeutung von Thapsos als Handelszentrum
Beachtung erlangte Thapsos in der Forschung vor allem wegen Funden mykenischer Importe, die einerseits die Datierung erleichtern, andererseits von der Bedeutung Thapsos' zumindest als Handelspartner der ägäischen Welt zeugen. Ferner wurden einige der Felskammergräber, insbesondere mit tholosartiger Form, sowie die Gebäudekomplexe A-C im „Residenzviertel“ als zumindest von der mykenischen oder auch den zypriotischen bronzezeitlichen Kulturen beeinflusst angesehen. Meinungen, es könne sich bei Thapsos um eine mykenische Siedlung bzw. Kolonie handeln, widerspricht, dass innerhalb der Siedlung kaum mykenische Keramik gefunden wurde, sondern ganz eindeutig einheimische Ware überwiegt; sogar Funde maltesischer Borg-in-Nadur-Keramik sind in der Siedlung häufiger als mykenische Keramik. Von den insgesamt 67 publizierten Gräbern enthielten 58 Grabbeigaben, davon 23 Beigaben eindeutig ägäischer Herkunft. Dass Thapsos eines der bedeutendsten Zentren für den Fernhandel im westlichen Mittelmeerraum war, ist in der Forschung unbestritten. Umstritten ist allerdings, ob in Thapsos auch dauerhaft mykenische Griechen (z. B. Händler und Handwerker) lebten und wie hoch ihre Zahl gemessen an der Gesamtbevölkerung war. Eng damit verbunden ist die Frage, ob die für Sizilien untypischen Gebäudekomplexe im Siedlungszentrum sowie die tholosartigen Gräber auf starken mykenischen oder zypriotischen Einfluss zurückgehen oder von Bewohnern ostmediterraner Herkunft erbaut wurden.

## Spätere Entwicklung
Nach Thukydides ließen sich Jahre 730 v. Chr. Griechen unter der Führung von Lamis von Megara auf der Halbinsel nieder. Als Lamis bald darauf starb, zogen sie weiter, um 729 v. Chr. die Kolonie Megara Hyblaea zu gründen, die ca. 8 km nordwestlich von Thapsos liegt.